# Provincia de Luapula
La provincia de Luapula (11°00′S 29°00′E / -11.000, 29.000) es una de las diez provincias de Zambia, localizada al norte del país. Su capital es Mansa. Antes era conocida como Río Luapula. La población de la provincia en 2010 era de 991 927 habitantes.

## Geografía
Luapula se extiende a lo largo del norte y este de los bancos del río del mismo nombre, desde el lago Bangweulu hasta el lago Mweru, incluyendo las aguas y las islas de esos lagos. Al norte linda con la República Democrática del Congo, con el que ha tenido disputas y conflictos armados, lo que dificulta la construcción de puentes y carreteras.

## Población
Está poblada por bemba-hablantes, incluyendo los Lunda, Kabende, Aushi, Chishinga y Bemba. La mayor economía es la pesca.

## Historia
En el siglo XIX el valle lo controlaba el rey del Reino lunda de Mwata, Kazembe.

## Parques nacionales y áreas protegidas
- Parque Nacional de la llanura de Lusenga (inaccesible).
- Lago Moero-Río Luapula: Destacan las aves, los anfibios y los peces.
- Lago Bangwelo y sus islotes: Destacan las aves, los anfibios y los peces.

## Distritos
Luapula se divide en 12 distritos:
- Chembe
- Chiengi
- Chifunabuli
- Chipili
- Kawambwa
- Lunga
- Mansa
- Milenge
- Mwansabombwe
- Mwense
- Nchelenge
- Samfya